# Noyant-Villages
Noyant-Villages es una comuna nueva francesa situada en el departamento de Maine y Loira, en la región de Países del Loira.

## Historia
Fue creada el 15 de diciembre de 2016, en aplicación de una resolución del prefecto de Maine y Loira de 7 de diciembre de 2016 con la unión de las comunas de Auverse, Breil, Broc, Chalonnes-sous-le-Lude, Chavaignes, Chigné, Dénezé-sous-le-Lude, Genneteil, Lasse, Linières-Bouton, Meigné-le-Vicomte, Méon, Noyant y Parçay-les-Pins, pasando a estar el ayuntamiento en la antigua comuna de Noyant.

## Demografía
| Gráfica de evolución demográfica de Noyant-Villages entre 1800 y 2018 |
|                                                                       |

Los datos entre 1800 y 2013 son el resultado de sumar los parciales de las catorce comunas que forman la nueva comuna de Noyant-Villages, cuyos datos se han cogido de 1800 a 1999, para las comunas de Auverse, Breil, Broc, Chalonnes-sous-le-Lude, Chavaignes, Chigné, Dénezé-sous-le-Lude, Genneteil, Lasse, Linières-Bouton, Meigné-le-Vicomte, Méon, Noyant y Parçay-les-Pins de la página francesa EHESS/Cassini. Los demás datos se han cogido de la página del INSEE.

## Composición
| Comuna delegada        | Código INSEE | Población (2013) | Superficie (km²) | Densidad (hab./km²) |
| ---------------------- | ------------ | ---------------- | ---------------- | ------------------- |
| Auverse                | 49013        | 441              | 30.74            | 14                  |
| Breil                  | 49044        | 271              | 15.09            | 18                  |
| Broc                   | 49052        | 271              | 15.09            | 18                  |
| Chalonnes-sous-le-Lude | 49062        | 130              | 16.49            | 8                   |
| Chavaignes             | 49097        | 95               | 7.42             | 13                  |
| Chigné                 | 49098        | 312              | 25.22            | 12                  |
| Dénezé-sous-le-Lude    | 49122        | 304              | 15.05            | 20                  |
| Genneteil              | 49150        | 333              | 35.95            | 9                   |
| Lasse                  | 49173        | 285              | 28.94            | 10                  |
| Linières-Bouton        | 49175        | 84               | 9.89             | 8                   |
| Meigné-le-Vicomte      | 49197        | 315              | 23.13            | 14                  |
| Méon                   | 49202        | 265              | 15.04            | 18                  |
| Noyant                 | 49228        | 1830             | 27.41            | 67                  |
| Parçay-les-Pins        | 49234        | 892              | 27.85            | 32                  |